# Natriumiodid
Natriumiodid (auch Natriumjodid) ist ein weißes, kristallines Salz des Natriums mit der Summenformel NaI, das zum Nachweis ionisierender Strahlung, zur Behandlung von Jodmangel und zur Herstellung von
Iodalkanen in der Finkelstein-Reaktion benutzt wird.

## Gewinnung und Darstellung
Die Gewinnung kann durch die Umsetzung von Natriumcarbonat mit Eiseniodid erfolgen. Es fällt dabei als Dihydrat an.
{\displaystyle \mathrm {4\ Na_{2}CO_{3}+Fe_{3}I_{8}+16\ H_{2}O\longrightarrow 8\ NaI\cdot 2H_{2}O+Fe_{3}O_{4}+4\ CO_{2}} }

## Eigenschaften
Das Salz kann als wasserfreie Verbindung (Anhydrat), Di- oder Pentahydrat vorliegen. Oberhalb von 65 °C kristallisiert das Anhydrat aus wässrigen Lösungen. Eine Kristallisation bei Raumtemperatur ergibt das Dihydrat. Bei tieferen Temperaturen zwischen −13,5 °C und −31,5 °C kann das Pentahydrat erhalten werden.
| Lösungsmittel            | Löslichkeit von NaI g NaI / 100 g Lösungsmittel bei 25 °C |
| ------------------------ | --------------------------------------------------------- |
| Wasser                   | 184                                                       |
| Ammoniak                 | 162                                                       |
| Schwefeldioxid (flüssig) | 15                                                        |
| Methanol                 | 62,5 – 83,0                                               |
| Ameisensäure             | 61,8                                                      |
| Acetonitril              | 24,9                                                      |
| Aceton                   | 28,0                                                      |
| Formamid                 | 57 – 85                                                   |
| Dimethylformamid         | 3,7 – 6,4                                                 |

Die Standardbildungsenthalpie von Natriumiodid beträgt ΔHf0 = −288 kJ/mol.

## Verwendung
Natriumiodid wird allgemein zur Behandlung und als Vorsorge gegen Jodmangel verwendet. Die radioaktiven Isotope 123Iod und 131Iod werden als Natriumiodid zur nuklearmedizinischen Diagnostik – insbesondere zur Schilddrüsenszintigrafie – verwendet. 131Iod wird als Natriumiodid im Rahmen der Radiojodtherapie als Therapeutikum eingesetzt.
Ein weiteres Einsatzgebiet ist die Finkelstein-Reaktion. Hierbei wird ein Alkylchlorid oder -bromid mit Natriumiodid in Aceton behandelt.
{\displaystyle \mathrm {R-Cl+NaI\longrightarrow R-I+NaCl} }
Hierbei verdrängt die bessere Abgangsgruppe Iodid die schlechtere Abgangsgruppe Chlorid. Die Triebkraft der Reaktion ist die geringe Löslichkeit des Natriumchlorids in Aceton, durch welche das Gleichgewicht auf die Seite des Alkyliodids verschoben wird. Neben Aceton können auch THF und Acetonitril als Lösungsmittel verwendet werden.
Weiterhin gibt es zahlreiche der Finkelstein-Reaktion analoge Reaktionen, wie z. B. die Darstellung von Trimethylsilyliodid aus Trimethylsilylchlorid, Acetyliodid aus Acetylchlorid u. v. m.
In Kristallen, die mit Thallium auf einem Teil der Natrium-Positionen dotiert sind (NaI:Tl+), entstehen durch ionisierende Strahlung Photonen und können so als Szintillationsdetektor eingesetzt werden, traditionell in der Nuklearmedizin, Geophysik, Kernphysik usw. NaI:Tl+ ist das am weitesten verbreitete Szintillationsmaterial, da es das meiste Licht produziert. Die Kristalle werden normalerweise mit einem Photomultiplier gekoppelt und hermetisch abgeschlossen, da NaI hygroskopisch ist. Einige Parameter (Strahlungshärte, Nachleuchten, Transparenz) können dadurch beeinflusst werden, dass man die Bedingungen, unter denen der Kristall wächst, kontrolliert. Kristalle mit höherer Dotierung werden als Röntgendetektoren mit hoher spektroskopischer Qualität eingesetzt. Natriumiodid kann als Einkristall oder polykristallin eingesetzt werden.